# Christian Mittelstedt
Christian Mittelstedt (geb. am 8. Januar 1972) ist ein deutscher Bauingenieur und Professor an der Technischen Universität Darmstadt.

## Lebenslauf
Christian Mittelstedt studierte Bauingenieurwesen mit der Vertiefungsrichtung „Konstruktiver Ingenieurbau“ an der Bergischen Universität Wuppertal, an der er sein Studium 1999 als Dipl.-Ing. abschloss. Er wurde 2005 an der Universität Siegen mit einer Dissertation über Spannungskonzentrationsprobleme in Composite-Laminaten zum Dr.-Ing. promoviert. Ab 2006 war er in der Deutschen Luftfahrtindustrie als Forschungsingenieur und ab 2011 als technischer Leiter im Bereich der Strukturanalyse tätig. Er habilitierte sich 2012 mit einer Arbeit über die Stabilität dünnwandiger Faserverbund-Bauteile im Leichtbau.
Er ist Autor und Co-Autor von mehr als 200 wissenschaftlichen Arbeiten, die in internationalen Zeitschriften, Tagungsbänden und behördlich anerkannten Berechnungshandbüchern publiziert wurden. Seit August 2016 leitet er das Fachgebiet „Konstruktiver Leichtbau und Bauweisen“ am Fachbereich Maschinenbau der Technischen Universität Darmstadt.

## Forschung
Mittelstedt forscht auf den folgenden Gebieten:
- Angewandte Strukturmechanik mit Fokus auf die Anwendung im Leichtbau
- Stabilitätstheorie dünnwandiger Leichtbaustrukturen
- Spannungskonzentrationsprobleme in Composite-Laminaten
- Entwicklung neuer Faserverbund-Bauweisen
- Additive Fertigung im Kontext des Leichtbaus

## Privates
Christian Mittelstedt ist verheiratet und Vater eines Sohnes und einer Tochter. Er betreibt Powerlifting und trägt den schwarzen Gürtel im Goju-Ryu Karate.

## Ausgewählte Publikationen
- Strukturmechanik ebener Laminate, 489 Seiten, Studienbereich Mechanik, Technische Universität Darmstadt, 2017. ISBN 978-3-935868-99-0
- Energiemethoden der Elastostatik, 292 Seiten, Studienbereich Mechanik, Technische Universität Darmstadt, 2017. ISBN 978-3-935868-98-3
- Rechenmethoden des Leichtbaus, 680 Seiten, Springer Vieweg Berlin, 2021. ISBN 978-3-662-62719-8, ISBN 978-3-662-62720-4 (E-Book), doi:10.1007/978-3-662-62720-4
- Structural Mechanics in Lightweight Engineering, 674 Seiten, Springer Nature Switzerland, 2021. ISBN 978-3-030-75192-0, ISBN 978-3-030-75193-7 (E-Book), doi:10.1007/978-3-030-75193-7
- Flächentragwerke, 730 Seiten, Springer Vieweg Berlin, 2022. ISBN 978-3-662-65612-9, ISBN 978-3-662-65613-6 (E-Book), doi:10.1007/978-3-662-65613-6